# Frederick Brotherton Meyer
Frederick Brotherton Meyer, auch F. B. Meyer genannt, (* 8. April 1847 in London; † 28. März 1929) war ein britischer Baptistenpastor, Missionar, Evangelist und Autor. Er war zudem ein führender Vertreter der interkonfessionellen Heiligungsbewegung (englisch Higher Life Movement) und der Keswick-Bewegung.

## Leben
Meyer wuchs in einer christlichen Familie in London auf, er besuchte das Brighton College und studierte an der Universität von London, wo er 1869 einen Abschluss machte. Weiter studierte er Theologie am Regent’s Park College in Oxford bis 1870. Danach wurde er Pastor in der Pembroke Baptist Chapel in Liverpool und 1872 in der Priory Street Baptist Church in York. Dort traf er bei einer Evangelisationsveranstaltung den US-amerikanischen Prediger Dwight Lyman Moody, was zu einer lebenslangen Freundschaft führte. 1874 bis 1878 war er Pastor in der Victoria Road Church in Leicester und 1878 bis 1888 in der Melbourne Hall in der gleichen Stadt. Von 1888 bis 1892 und 1909 bis 1915 war er in der Regent’s Park Chapel in London und von 1892 bis 1909 und 1915 bis 1921 in der Christ Church in Lambeth als Pastor tätig. Die Christ Church erfuhr innert nur zwei Jahren eine Zunahme der Gottesdienstbesucher von 100 auf 2000 Personen.
Er engagierte sich sehr im Aufbau und in der Arbeit der Stadtmissionen in England und in den USA. Sie kümmerten sich auch um Alkoholabhängige und Prostituierte, um ihnen beim Ausstieg zu helfen und eine würdige Lebensweise zu finden. Dadurch konnten etliche Bordelle, Saloons und Bars geschlossen werden.
Meyer predigte 26 Mal an den jährlichen Treffen der Keswick-Bewegung. Er war zudem mit Charles H. Spurgeon und John Wilbur Chapman befreundet, und sie beeinflussten sich gegenseitig. Er schrieb über 40 Bücher, darunter waren viele Bibelkommentare und Biographien, die eine große Beachtung fanden, in verschiedene Sprachen übersetzt und bis ins 21. Jahrhundert immer wieder aufgelegt wurden.
Vor allem von 1908 bis 1927 unternahm er viele Reisen nach Südafrika, Asien und Nordamerika, wo er an Evangelisationsversammlungen und Konferenzen sprach. Insgesamt bereiste er zwölf Mal die USA, wo er an über 300 Versammlungen teilnahm und sprach. Zeit seines Lebens hielt er etwa 16.000 Predigten.
Mit sieben weiteren Geistlichen verfasste er das London Manifesto, worin sie das zweite Kommen Christi im Jahr 1918 voraussehen wollten.

## Schriften (Auswahl)
- Christian Living, 1888.
- The Shepherd Psalm, 1889; Neuauflage: Christian Heritage, 2005, ISBN 978-1-84550-054-2.
- Abraham; or, The obedience of faith, F. H. Revell Co., New York 1890; Lakeland, 1974, ISBN 0-551-00032-5; Neuausgabe: Abraham: Friend of God, Emerald House, 1997, ISBN 978-0-907927-86-0.
- Elias – und das Geheimnis seiner Macht, Buchdruckerei der Schreiberhau-Diesdorfer Rettungsanstalten, 1891.
- Israel, a Prince With God: The Story of Jacob Retold, F. H. Revell Co., New York und Chicago, 1891.
- The Way Into the Holiest: Expositions on the Epistle to the Hebrews, 1893; Christian Literature Crusade, 1968, ISBN 0-551-00036-8.
- The Secret of Guidance, 1896; Neuausgabe: Wilder Publications, 2018, ISBN 978-1-5154-3471-9 und Merchant Books, 2018, ISBN 978-1-60386-782-5.
- Our Daily Homily, 1898.
- David: Shepherd, Psalmist, King, Scott and Morgan, London; Lakeland 1970, ISBN 0-551-00067-8; Neuer Titel: The Life of David: The Man After God's Own Heart, Emerald Books, 1999, ISBN 978-1-883002-21-3.
  - David: Hirte, Sänger und König, Verlag v. J. G. Oncken Nachfolger, 1901;  Wipf und Stock, 2017.
- Sacharja: Der Prophet der Hoffnung, Verlag von Otto Rippel, 1902; Buchhandlung des Erziehungsvereins, 1920.
- Great Verses Through the Bible, Zondervan Publishing House, 1966, ISBN 0-310-29131-3.
- Peter - Fisherman, Disciple, Apostle, Marshall, Morgan & Scott, London 1950; HarperCollins 1968, ISBN 0-551-00033-3.
- Moses der Knecht Gottes - Ein Bibelstudium für den einzelnen und für die Bibelgruppe, Verlag Grosse Freude, 1968.
- Our Glorious Lord, Christian Focus, 1969, ISBN 978-1-85792-103-8.
- Christ in Isaiah, Willmer Brothers LTD, 1970, ISBN 978-0-551-00047-6.
- Paul, Neuausgabe: HarperCollins, 1978, ISBN 0-551-00037-6; Marshall, 1985, ISBN 0-551-01198-X; Neuer Titel: The Life of Paul: A Servant of Jesus Christ, YWAM Publishing, 1996, ISBN 978-1-883002-22-0; Wipf und Stock, 2017, ISBN 978-1-4982-4208-0.
- The Gift of Suffering, Keats Publishing, New Canaan 1980, ISBN 0-87983-211-8.
- Peace, Perfect Peace, Christian Focus Publications Ltd, 1994, ISBN 1-871676-40-1.
  - Friede – vollkommener Friede, Christliche Verlagsgesellschaft, 1993, ISBN 3-89436-058-5.
- Devotional Commentary of Ephesians, Neuausgaben: Lakeland, 1968, ISBN 978-0-551-00035-3, Neuer Titel: Power for Living: Studies in Ephesians, Emerald House Group, 1998, ISBN 978-1-84030-006-2; Bottom of the Hill, 2011, ISBN 978-1-61203-265-8.
- Dedicated Life: Studies in Romans, Emerald House Group, 1997, ISBN 978-1-898787-88-4.
- Our Daily Walk (Daily Readings), Christian Heritage, 2002, ISBN 978-1-85792-048-2.
- Elijah, CLC Publications, 2004, ISBN 978-0-87508-343-8; Neuausgabe: Elijah and the Secret of His Power: A Biblical Biography of the Old Testament – Elias, Prophet of God,  2019.
- John the Baptist, Neuausgaben: Blurb, 2021, ISBN 978-1-034-48805-7, Alpha Editions, 2022, ISBN 978-93-5637-639-7.
  - Stimme eines Rufenden in der Wüste – Ein Lebensbild Johannes des Täufers, Christliche Verlagsgesellschaft, 1986, ISBN 3-921292-50-6.
- Voraussetzungen für ein gottgefälliges Leben, ISBN 978-3-87739-657-5.
- Ein Mann des Gebets. Der Prophet Samuel, ISBN 978-3-921292-59-4.